# Паметници на Кирил и Методий в Русия
Паметниците на Кирил и Методий в Русия са монументи на територията на страната, посветени на двамата братя, създатели на славянската азбука.

## Паметник на Кирил и Методий в Мурманск
Първият паметник на Кирил и Методий на територията на Русия е открит в Мурманск на 3 март 1990 г., на Деня на независимостта на България. Българският патриарх Максим осветява паметника и подписва акт за предаването му на представителите на Мурманск. Месец и половина по-късно, на 22 май 1990 г., се състои тържественото откриване на паметника в парка пред Мурманската регионална научна библиотека. Статуите на Кирил и Методий, символизиращи неугасими свещи, са отлети от бронз и стоят на бетонен пиедестал. Под цялата композиция лежи здрава основа, състояща се от дванадесет гранитни плочи.
Кирил държи перо в ръката си, а Методий притиска към себе си Светото писание. Скулптурите им поддържат свитък, на който са изобразени първите букви от славянската азбука – „А“ и „Б“. И двамата братя са облечени в широките одежди на монаси от миналото.

## Паметник на Кирил и Методий в Москва
Паметник на Кирил и Методий в Москва е открит на 24 май 1992 г. (в Деня на славянската писменост и култура) недалеч от площад „Славянски“. Скулптор на паметника е Вячеслав Кликов, архитект е Юрий Григориев.
Паметникът се състои от статуи на двамата братя, държащи кръст и Светото писание. Въпреки че паметникът е символ на славянската писменост, съдържащата се на него фраза съдържа пет-шест правописни грешки и не използва заглавието, а в свитъка с азбуката липсва буквата Н. Всяка година се отбелязва празник на славянската писменост и култура се провежда на площад „Славянска“. Всяка година на пиедестала на Кирил и Методий се провежда едноименният фестивал на славянската култура.

## Паметник на Кирил и Методий в Севастопол
Паметник на Кирил и Методий в Севастопол е издигнат пред катедралата „Петър и Павел“ в града. Паметникът е открит на 14 юни 2008 г. Паметникът е изображение на светците със славянската азбука в ръце.

## Паметник на Кирил и Методий в Сургут
Паметник на Кирил и Методий е издигнат на площада на Сургутския държавен университет. Портите, върху чиито колони са монтирани бронзови скулптури на двама светци с ръце, сочещи към славянската азбука, се намират пред главния вход на университета. Организаторите насрочват монтирането и откриването на паметника на тържествата в чест на 20-годишнината на Сургутския университет и Дните на славянската писменост. Паметникът е открит на 24 май 2013 г. Скулптор: В. A. Саргсян.

## Паметник на Кирил и Методий в Сиктивкар
Паметник на Кирил и Методий близо до катедралата „Свети Стефан“ в Сиктивкар. Височината на паметника е над три метра. Светците са изобразени държащи кръст. Инсталиран на 11 август 2015 г.

## Паметник на Равноапостолните светци братя Кирил и Методий в град Самара
Паметникът на Равноапостолните светци братя Кирил и Методий в град Самара се намира на входа на църквата „Св. св. Кирил и Методий“, на улица „Ново-Садовая“. Създаден е от скулптора Вячеслав Михайлович Кликов през 2001 г. Височината на скулптурата е около 5 метра, а теглото на цялата композиция е над 40 тона. Паметникът представлява Кирил и Методий, държащи в ръцете си Светото писание, а между братята има кръст с разпятие. Скулптурата е уникална културно-историческа ценност на града.

## Паметник на Кирил и Методий в Коломна
Паметник на Равноапостолните светци Методий и Кирил в Коломна е открит на Катедралния площад в Коломенския Кремъл на 23 май 2007 г. Фигурите на светците, отлети от бронз, са монтирани до православния кръст, разположен зад тях върху масивен постамент, облицован с гранит. Свети Кирил държи в лявата си ръка свитък с азбуката, Свети Методий – Евангелието. Общата височина на паметника заедно с пиедестала е 7,5 метра. Автори на паметника са скулпторът А. А. Рожников и архитект М. В. Тихомиров.

## Паметник на Кирил и Методий в Твер
Откриването на паметника на равноапостолните свети Кирил и Методий в парка на филологическия факултет на Тверския държавен университет се състои на 27 май 2009 г. Това събитие съвпада с VI Международен фестивал на славянската поезия „Пеещи букви“, който се провежда в Твер на 27 – 29 май, когато Твер е Всеруски център за честване на Дните на славянската писменост и култура. През 2009 г. близо до Филологическия факултет на Тверския държавен университет е положен основния камък на мястото на бъдещия паметник. Тогава, според резултатите от регионалното творческо състезание, печели проектът на Михаил Соломатин. Резултатът от работата му е художествена композиция, състояща се от пиедестал и две бронзови скулптури на Кирил и Методий, държащи в ръцете си славянската азбука. Всяка година на 24 май се провеждат шествия до паметника от Тверския държавен университет и тържествено се празнува Денят на славянската писменост.